# Skull Ring
Skull Ring es un álbum de estudio del músico estadounidense Iggy Pop, publicado el 4 de noviembre de 2003 por Virgin Records y producido por Iggy Pop y Greig Nori. Cada pista del álbum es interpretada por una banda invitada, entre las que se encuentran The Stooges, Sum 41, The Trolls, Peaches y Green Day.

## Lista de canciones
1. "Little Electric Chair" (The Stooges) (Iggy Pop, Ron Asheton, Scott Asheton) – 4:40
2. "Perverts in the Sun" (The Trolls) (Pop, Whitey Kirst, Alex Kirst, Pete Marshall) – 3:18
3. "Skull Ring" (The Stooges) (Pop, Asheton, Asheton) – 3:51
4. "Superbabe" (The Trolls) (Pop, Kirst, Kirst, Marshall) – 4:09
5. "Loser" (The Stooges) (Pop, Asheton, Asheton) – 2:41
6. "Private Hell" (Green Day) (Pop, Billie Joe Armstrong) – 2:50
7. "Little Know It All" (Sum 41) (Pop, Deryck Whibley, Greig Nori) – 3:33
8. "Whatever" (The Trolls) (Pop, Kirst, Kirst, Marshall) – 3:16
9. "Dead Rock Star" (The Stooges) (Pop, Asheton, Asheton) – 4:39
10. "Rock Show" (Peaches) (Merrill Nisker) – 2:08
11. "Here Comes the Summer" (The Trolls) (Pop, Kirst, Kirst, Marshall) – 4:53
12. "Motor Inn" (Peaches) (Pop, Nisker, Jason Beck, Dave Szigeti) – 4:11
13. "Inferiority Complex" (The Trolls) (Pop, Kirst, Kirst, Marshall) – 4:13
14. "Supermarket" ( Green Day) (Pop, Armstrong) – 3:01
15. "'Til Wrong Feels Right" (The Stooges) (Pop) – 3:13
16. "Blood on Your Cool" (The Trolls) (Pop, Kirst, Kirst, Marshall) – 7:02
17. "Nervous Exhaustion" (The Trolls) (Pop, Kirst, Kirst, Marshall)